# Prinzenstraße
Prinzenstraße – stacja metra w Berlinie na linii U1. Stacja została otwarta w 1902.